# МУС-857 (судно)
«МУС-857» — судно нафтосміттєзбирач пр.1515 Військово-Морських Сил України.

## Особливості проекту
Нафтосміттєзбирач призначений для збору з поверхні води в портах і на рейді нафтопродуктів, всіх видів сміття і плаваючих предметів. Ширина захоплення забрудненої поверхні регулюється напрямними щитками, службовцями і закриттям прийомного отвору. За допомогою вінторулевого двіжітельно комплексу забезпечується висока маневреність нафтосміттєзбирач, що дозволяє судну виконувати цю роботу в найбільш малодоступних місцях причалів тощо.

## Історія корабля
Судно-нафтосміттєзбирач «МУС-857» було побудовано на Азовської судноверфі РРФСР в 1974 році (заводський № 3019), увійшло до складу Чорноморського флоту.
По розділу флоту в 1997 році відійшло українській стороні, увійшло до складу ВМС України.
30.11.2004 р. було виключено зі складу Військово-Морських Сил України.